# Афис (аэродром)
Тафтаназ (араб. تفتناز‎) — ключевой вертолётный аэродром сирийских ВВС, расположенный в 15 километрах к северо-востоку от города Идлиб и в настоящее время является крупнейшим в регионе.
В качестве ответа на вооружённые выступления оппозиции (с конца июля 2012 года) сирийские ВВС совместно с сирийской армией наносили воздушные удары с использованием истребителей и вертолетов по городам, поселкам и жилым кварталам, находящимся под контролем сил оппозиции. В результате этих рейдов погибло более 4300 гражданских лиц.
В ходе гражданской войны в Сирии получил стратегическое значение и использовался сирийской армией для борьбы с антиправительственной оппозицией. В данный момент находится под контролем сирийской национальной армии, протурецкой части свободной сирийской армии, базой по прямому назначению пользуются Турецкие ВВС.

## История

### До гражданской войны
Аэродром был построен в 1940 году.
До гражданской войны авиабаза являлось месторасположением двух эскадрилий Ми-8/Ми-17.

### Во время гражданской войны (2011 — н.в.)
Во время восстания против правительства Сирии на аэродроме, как и в других частях страны, происходили мятежи среди военных.
14 февраля 2012 года бойцы батальона «Хедифа аль-Хатиб» из Свободной сирийской армии перерезали подземные кабели связи, питающие аэродром, и выложили видео операции в интернет.

В середине 2012 года аэродром подвергался нескольким атакам.

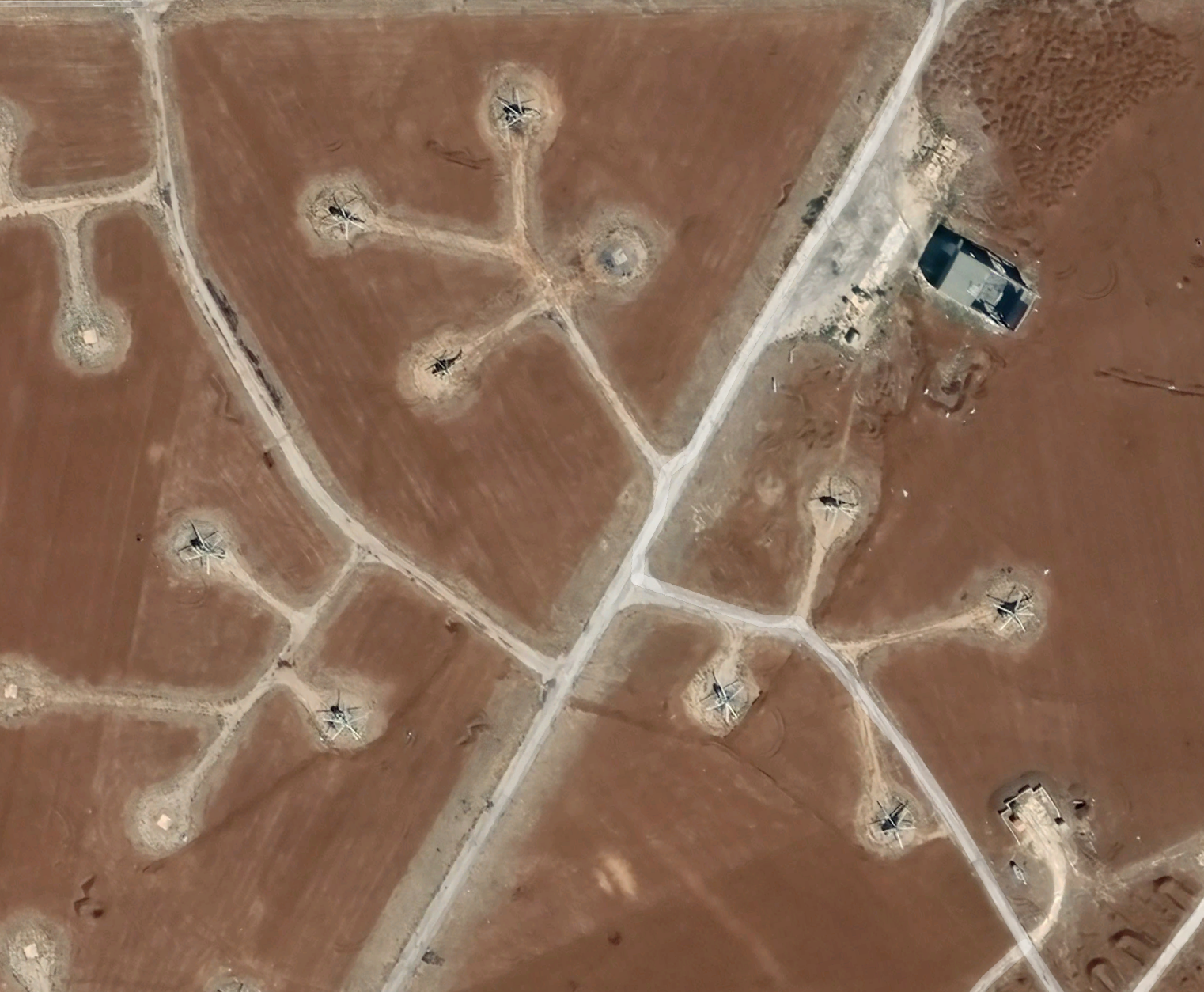
Брошенные вертолёты Ми-8/Ми-17 Сирийских ВВС на аэродроме Тафтаназ со спутникового снимка октябрь 2016

28 июня по данным Местных координационных комитетов Сирии, Свободная сирийская армия смогла сбить вертолёт возле аэродрома.
29 августа 2012 года бригады «Ахрар аш-Шам» совместно с группой «Лива аль-Умма» предприняли беспрецедентный штурм аэродрома в качестве ответных действий на бомбардировки городов силами ВВС Сирии. Как утверждается они использовали 2 танка, захваченные ранее у правительственных войск, а также другую легкобронированную технику. Повстанцы обстреляли аэродром из танков, зенитных установок, другого тяжелого и стрелкового оружия. По их утверждениям им удалось уничтожить и повредить 10 из 20 вертолётов, находившихся на аэродроме, а также убить и ранить около 100 человек из состава правительственных войск. Потеряв, по утвержденю оппозиции, несколько бойцов, трое из которых были ранены: повстанцы отступили через 40 минут, не сумев захватить аэродром.
В ответ на атаку город Тафтаназ, контролируемый оппозицией подвергся массированному обстрелу со стороны правительственных сил.
9 января 2013 года Свободная сирийская армия, совместно с другими группировками, включая «Лива Давуд», взяла под контроль аэродром после многонедельной осады. В результате было захвачено оборудование оставленное на аэродроме, а также все вертолёты, остававшиеся на тот момент.
В феврале 2020 года турецкие вооруженные силы разместили военную базу на территории аэродрома, в качестве ответа на контрнаступление Сирийских правительственных войск, которые в свою очередь отвечали на наступление Турции в ходе операции «Щит Евфрата». Через несколько часов после создания база была атакована авиаударами сирийских ВВС.